# Treose
A treose é um monossacarídeo do tipo tetrose, ou seja, com quatro átomos de carbonos. Faz parte da família das aldoses e ocorre naturalmente em ambas as formas isoméricas, isto é, dextrógira e levógira.